# Andrè Guillou
Andrè Guillou (ur. 18 grudnia 1923 w Nantes, zm. 20 października 2013 w Étampes) – francuski historyk, mediewista, bizantynolog.
Studia ukończył w 1951 roku w École pratique des hautes études w Paryżu. Był uczniem Paula Lemerle. Pracował w École française d’Athènes. W 1965 i 1968 przebywał w Dumbarton Oaks. Założył ośrodek badań nad Bizancjum w Bari we Włoszech (1974).

## Publikacje
- Le liber visitationis de Athanase Chalkéopoulos (1457-1458). Contribution à l’histoire du monachisme grec en Italie méridionale, con M. Hyacinthe Laurent, Biblioteca Apostolica Vaticana, 1960. ISBN 978-8821004209.
- Saint-Nicolas de Donnoso (1031-1060/1061), Biblioteca Apostolica Vaticana, 1967. ISBN 978-8821003424.
- Saint-Nicodème de Kellarana (1023/1024-1232), Biblioteca Apostolica Vaticana, 1968. ISBN 978-8821003417.
- La Théotokos de Hagia-Agathè (Oppido) (1050-1064/1065), Biblioteca Apostolica Vaticana, 1972. ISBN 978-8821003271.
- La civilisation byzantine, Arthaud, 1974. ISBN 978-2700300208.
- Le Brébion de la Métropole Byzantine de Règion (vers 1050), Biblioteca Apostolica Vaticana, 1974. ISBN 978-8821003288.
- Origine e formazione dell’Europa medievale, con Musset Lucien, Sourdel Dominique e Folz Robert, Laterza, 1975.
- Città e campagna nell’Italia meridionale bizantina (VI-XI secc.). Dalle collettività rurali alla collettività urbana, Congedo editore, 1977.
- Culture and Society in Byzantine Italy, 6th-11th Centuries, Variorum, 1978. ISBN 978-0860780212.
- Studies on Byzantine Italy, Variorum, 1979. ISBN 978-0902089020.
- Saint Jean Théristès (1054-1264), Biblioteca Apostolica Vaticana, 1980. ISBN 978-8821005626.
- Carlo Magno e Maometto. Bisanzio, Islam e occidente nell’alto medioevo, con Lyon Bruce, Jaca Book, 1988.
- L’Italia bizantina dall’esarcato di Ravenna al tema di Sicilia, UTET, 1988. ISBN 978-8877501264.
- Storia d’Italia vol. 1 – Longobardi e bizantini, con Paolo Delogu e Gherardo Ortalli, UTET, 1995. ISBN 978-8802035109.
- Storia universale dei popoli e delle civiltà: 6\1- L’Impero bizantino e l’Islamismo, con Filippo Burgarella e Alessandro Bausani, UTET, 1997. ISBN 978-8802035765.
- Castrovillari nei documenti greci del Medioevo, con Filippo Bulgarella, 2000. ISBN 978-8890844621.